# Football aux Jeux olympiques de la jeunesse de 2014
Navigation
Édition précédente Édition suivante
Les épreuves de football aux jeux olympiques de la jeunesse d'été de 2014 ont lieu à Nankin, en Chine, du 14 au 27 août 2014.

## Pays qualifiés
Une équipe de chaque confédération participe à chaque tournoi. Chaque CNO peut qualifier une seule équipe. Pour participer, les athlètes doivent être nés entre le 1er janvier 1999 et 31 décembre 1999,.
| Confederation               | Garçons      | Filles                    |
| --------------------------- | ------------ | ------------------------- |
| Afrique (CAF)               | Cap-Vert     | Namibie                   |
| Asie (AFC)                  | Corée du Sud | Chine                     |
| Europe (UEFA)               | Islande      | Slovaquie                 |
| Amérique du Nord (CONCACAF) | Honduras     | Mexique                   |
| Océanie (OFC)               | Vanuatu      | Papouasie-Nouvelle-Guinée |
| Amérique du Sud (CONMEBOL)  | Pérou        | Venezuela                 |

## Programme
Le programme est le suivant, deux matchs sont joués par jour :
Les horaires sont ceux de Chine (UTC+8)
| Date    | Jour     | Début | Compétition             |
| ------- | -------- | ----- | ----------------------- |
| 14 août | Jeudi    | 18:00 | Phase de groupe filles  |
| 15 août | Vendredi | 18:00 | Phase de groupe garçons |
| 17 août | Dimanche | 18:00 | Phase de groupe filles  |
| 18 août | Lundi    | 18:00 | Phase de groupe garçons |
| 20 août | Mercredi | 18:00 | Phase de groupe filles  |
| 21 août | Jeudi    | 18:00 | Phase de groupe garçons |
| 23 août | Samedi   | 18:00 | 1/2 finales filles      |
| 24 août | Dimanche | 18:00 | 1/2 finales garçons     |
| 25 août | Lundi    | 18:00 | Matchs pour la 5e place |
| 26 août | Mardi    | 18:00 | Finales filles          |
| 27 août | Mercredi | 18:00 | Finales garçons         |

## Médailles

### Médaillés par épreuves
| Compétition     | Or    | Argent       | Bronze  |
| --------------- | ----- | ------------ | ------- |
| Tournoi garçons | Pérou | Corée du Sud | Islande |
| Tournoi filles  | Chine | Venezuela    | Mexique |

### Tableau des médailles par Pays
| Rang | Pays         | Or | Argent | Bronze | Total |
| 1    | Pérou        | 1  | 0      | 0      | 1     |
| 1    | Chine        | 1  | 0      | 0      | 1     |
| 2    | Corée du Sud | 0  | 1      | 0      | 1     |
| 2    | Venezuela    | 0  | 1      | 0      | 1     |
| 3    | Islande      | 0  | 0      | 1      | 1     |
| 3    | Mexique      | 0  | 0      | 1      | 1     |